# Caspar Heinrich Starck
Caspar Heinrich Starck, auch Kaspar, Starcke, Starke (* 15. Mai 1681 in Lübeck; † 17. Februar 1750 in Siebenbäumen) war ein evangelisch-lutherischer Geistlicher und Kirchenhistoriker.

## Leben und Wirken
Nach dem Besuch des Katharineums studierte Starck ab 1698 evangelische Theologie an der Universität Wittenberg und ab 1701 an der Universität Leipzig. 1708 wurde er durch den Kirchenpatron Magnus von Wedderkop auf Steinhorst zum Pastor der Kirche in Siebenbäumen, von dem ein Teil noch bis 1747 Lübecker Pfandbesitz war, berufen. Er blieb in dieser Stellung 42 Jahre lang bis an sein Lebensende. In seiner Theologie war ein später Vertreter der lutherischen Orthodoxie und kämpfte gegen jede Form des Pietismus, wobei er sich insbesondere mit Leonhard Christoph Sturm auseinandersetzte.
Zusammen mit Jacob von Melle gehörte er in seiner Kandidatenzeit von 1705 bis 1708 zu den Herausgebern der gelehrten Monatschrift Nova litteraria maris Balthici et Septentrionis. Von besonderer Bedeutung für die Kirchengeschichte Lübecks ist seine Lübeckische Kirchenhistorie von 1724. Daneben schrieb er eine Reihe von exegetischen und praktisch-theologischen Schriften.

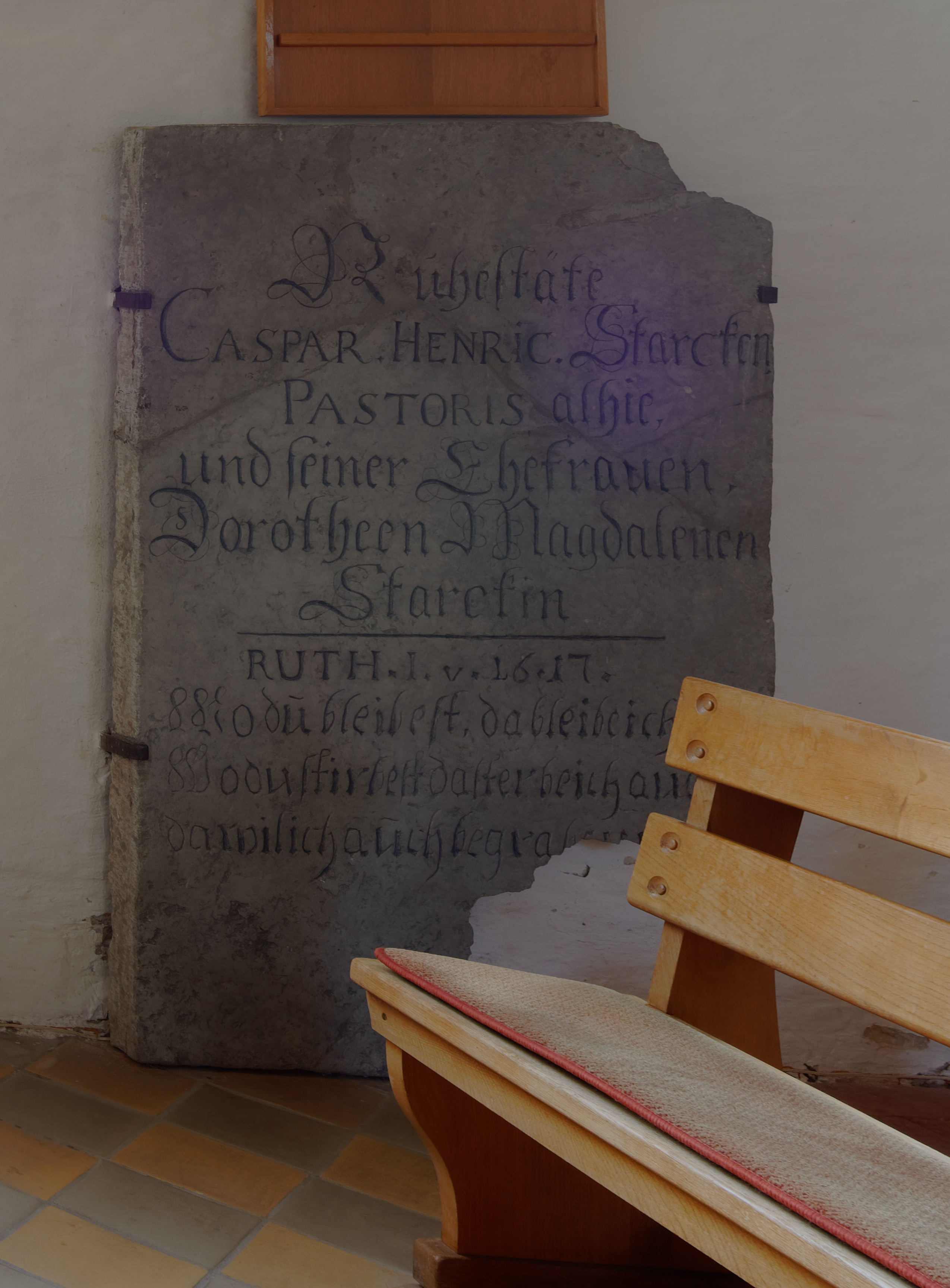
Grabstein für Caspar Heinrich Starck in der Kirche Siebenbäumen

## Schriften
- Nova litteraria maris Balthici et Septentrionis collecta. Lübeck 1705.
- Dissertatio epistol. de claris Godofredis, ad Godfredum a Wedderkop. Lübeck 1708.
- De Doctorum vita privata, quam honoribus quidam et officiis publicis prætulerunt, tractatus historico-moralis. Lübeck 1708.
- De marginali b. Lutheri in Proverb. XXX, 10 glossa: „Nichts liebers ist auf Erden, denn Frauenliebe, wems kann werden“. Lübeck 1708.
- Kurzgefaßte Lebensbeschreibung der Lübeckischen Superintendenten, seit der Reformation Lutheri bis auf gegenwärtige Zeiten, davon der erste Theil vorstellet Herrn M. Hermann Bonnum. Alles aus theils gedruckten, theils ungedruckten Urkunden, Documenten und Arten, mit denen dahin gehörigen Beylagen ausgefertiget. Lübeck und Leipzig 1710.
- Kurze, leichte und erbauliche Fragen für junge und einfältige Leute, die zur Beichte und heil. Abendmahl gehen wollen. Lübeck 1711.
- Die Gottlob vergeblich bestürmte Evangelisch-Lutherische Kirche, in dem Punkte vom heil. Abendmahl. Lübeck / Leipzig 1714.
- Abgedrungene Ehrenrettung wider den calvinischen Lästerer Leonh. Chph. Sturm. Lübeck 1715.
- Dissertatio, qua annum jubilaeum MDCCCXVII ecclesiae Evangelico-Lutheranae neutiquam esse fatalem saecularia sacra rite facturus evincit etc. Lübeck 1717.
- Daß Des Fürstl. Mecklenb. Cammer-Raths, und Bau-Directoris, Herrn Leonhard Christoph Sturmen Meynung Von dem Heil. Abendmahl, Nicht, wie Er vorgiebet, neu, Sondern schon Eine alte, faule, verdorbene Schwermerey Sey, Wird denen Gelehrten hiermit entdecket, Und zugleich das Verzeichniß Angehänget... Lübeck 1719.
- Vindiciae conjugii Christianorum adversus obtrectatores Judaeos. Lübeck 1719.
- Lubeca Lutherana-Evangelica oder der kaiserl. freyen und des Heil. Röm. Reichs Hansa- und Handelsstadt Lübeck Kirchengeschichte. Felginer, Hamburg 1724; Band 1 urn:nbn:de:bvb:12-bsb11227532-0, Band 2: 1548–1567. urn:nbn:de:bvb:12-bsb11227533-6, Band 3: 1568–1600. urn:nbn:de:bvb:12-bsb11227534-1, Band 4: 1601–1622. urn:nbn:de:bvb:12-bsb11227535-6, Band 5: 1622–1643.
- Ex prisco veterum more formula AXIOS. Lübeck: Koop 1725 (epub.ub.uni-muenchen.de; PDF; 492 kB).
- Die Auch von Den Todten Wiederrathene und Wiederlegte Union Mit den Calvinisch-Reformirten. Lübeck 1725.
- Impetratum Solemni Senatus Lectione Clarissimi Titulum Generoso Domino Gothardo Godescalco a Wickede …. Green, Lübeck 1735, urn:nbn:de:bvb:12-bsb10973059-1.